# Vallée Centrale (Costa Rica)
Pour les articles homonymes, voir Vallée Centrale.

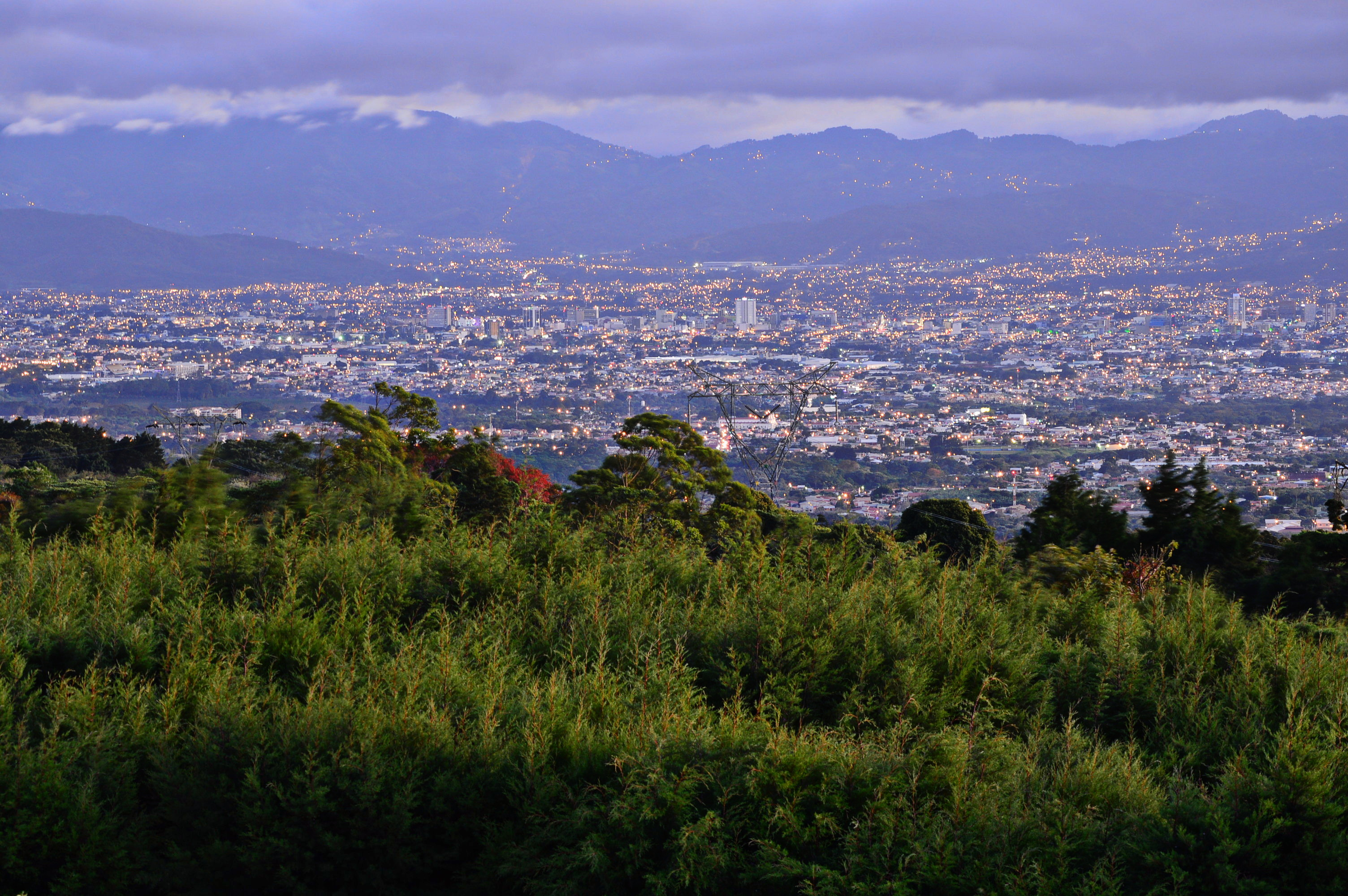
Vue de la Vallée Centrale depuis les montagnes d'Heredia.

La Vallée Centrale (Valle Central en espagnol) est un plateau et une région du centre du Costa Rica. C'est le cœur démographique, économique et culturel du pays du fait que près des 3/4 des costariciens y vivent.
Cet espace comprend les bassins de San José, à 1200 m d'altitude et arrosé par le Rio Virilla, et de Cartago, à 1435 m d'altitude, qui bénéficient des cendres de plusieurs volcans, et au creux des montagnes : le nord de la Cordillère Centrale. Ce plateau est partagé entre les provinces d'Alajuela, Heredia, San José et Cartago. La région occupe une superficie de 11 366 km2, plus d'un cinquième du pays, et est drainée par le Rio Grande de Tárcoles du côté Ouest et par le Reventazón du côté Est.

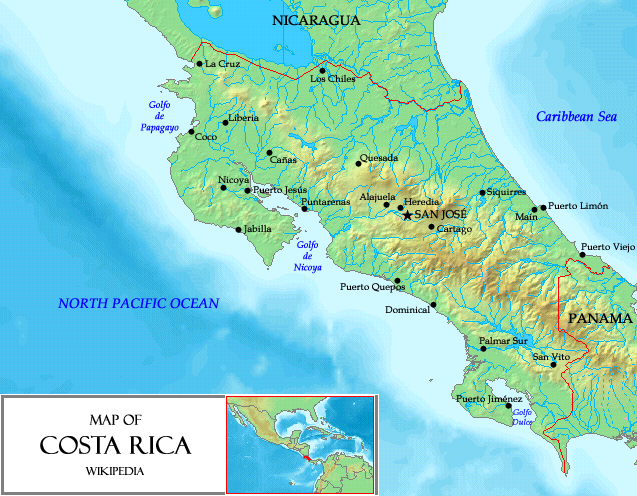
La Vallée Centrale accueille la capitale San José et de nombreuses villes dont Cartago, Heredia et Alajuela, sur cette carte.

## L'espace géographique
La vallée centrale est généralement considérée comme s'étendant de la ville de San Ramón de la province d'Alajuela à l'ouest, à la ville de Paraíso de la province de Cartago à l'est. Les montagnes au nord de la vallée font partie de la chaîne centrale. Il y a quatre volcans principaux au nord de la vallée, à savoir le Poás, Barva, l'Irazú et le Turrialba. Les montagnes qui entourent le plateau au sud font partie de la cordillère de Talamanca. Des montagnes plus petites, les collines de Carpintera, qui s'étendent du nord au sud le long de la frontière entre les provinces de San José et de Cartago, divisent la vallée en deux. La partie ouest est normalement appelée "Vallée Ouest" ou "Vallée Centrale" proprement dite et la partie orientale est appelée Vallée Est ou "Valle del Guarco". Ces petites montagnes ont également un impact sur la météo et les écosystèmes des deux sous-régions, la vallée occidentale étant considérablement influencée par les conditions météorologiques de la côte Pacifique du Costa Rica et la vallée orientale étant influencée par le temps de la côte des Caraïbes.

## Climat
En raison de son altitude, la température dans la vallée centrale varie entre 15 et 30 °C, principalement en raison de la position sur ce plateau, l'altitude variant entre 800 m et 1 500 m au-dessus du niveau de la mer. La partie ouest de la vallée est influencée par les alizés en été et, comme le reste du pays à l'exception de la région des Caraïbes, il y a deux saisons climatiques clairement définies, humide et sèche. La partie orientale de la vallée est davantage influencée par les conditions caribéennes, qui sont plus variables. Les précipitations annuelles dans la région varient de 1 900 millimètres dans un site urbain et central comme le District de Pavas (San José) à 3 200 millimètres dans un lieu rural, montagneux et touristique comme Fraijanes. L'humidité varie de 75 % à Pavas à 87 % (rarement moins de 80 %) à Fraijanes.

## Importance économique
La vallée centrale avait traditionnellement été l'endroit préféré des Costaricains pour vivre, et même aujourd'hui, elle contient une part très importante de la population du pays, par rapport à sa taille. Cela est dû à la fertilité des terres dans la région, aidée par l'influence des volcans et des cours d'eau qui traversent la vallée. Le temps favorise également l'agriculture et les activités agricoles. En raison de l'agglomération de la population, la vallée est le centre du commerce, de l'industrie et des activités de service, soutenues par les ports sur les deux côtes, et par la grande ville de Libéria dans la province du Guanacaste. San José possède, en effet, un autre aéroport international, celui de Aéroport Daniel-Oduber-Quirós, aéroport de Liberia, en plus de l'Aéroport international Juan-Santamaría de San José sur la commune d'Alajuela, qui ont une activité similaire.

## Référence
- (en) « Costa Rican Central Valley », sur University of Costa Rica. Universidad de Costa Rica, San Pedro De Montes de Oca, San José, Costa Rica, 2019 (consulté le 15 avril 2025).